# Libellula croceipennis
La Libellula croceipennis és un anisòpter de la família de les libellula. Habitualment es troba a prop de basses, llacs i corrents de flux lent en els sud-oest dels Estats Units, l'Amèrica Central, i el nord d'Amèrica del Sud.